# Дипломатически мисии на Литва
Това е списък на посолствата и консулствата на Литва по целия свят.

## Европа
- Австрия
  - Виена (посолство)
- Азербайджан
  - Баку (посолство)
- Беларус
  - Минск (посолство)
- Белгия
  - Брюксел (посолство)
- България
  - София (посолство) – закрито
- Ватикан
  - Ватикана (посолство)
- Великобритания
  - Лондон (посолство)
- Германия
  - Берлин (посолство)
  - Бон (офис)
- Грузия
  - Тбилиси (посолство)
- Гърция
  - Атина (посолство)
- Дания
  - Копенхаген (посолство)
- Естония
  - Талин (посолство)
- Ирландия
  - Дъблин (посолство)
- Испания
  - Мадрид (посолство)
  - Валенсия (консулство)
- Италия
  - Рим (посолство)
- Латвия
  - Рига (посолство)
- Молдова
  - Кишинев (посолство)
- Норвегия
  - Осло (посолство)
- Полша
  - Варшава (посолство)
  - Сежни (консулство)
- Португалия
  - Лисабон (посолство)
- Румъния
  - Букурещ (посолство)
- Русия
  - Москва (посолство)
  - Калининград (генерално консулство)
  - Санкт Петербург (генерално консулство)
  - Совецк (консулство)
- Сърбия
  - Белград (дипломатически офис)
- Украйна
  - Киев (посолство)
- Унгария
  - Будапеща (посолство)
- Финландия
  - Хелзинки (посолство)
- Франция
  - Париж (посолство)
- Нидерландия
  - Хага (посолство)
- Чехия
  - Прага (посолство)
- Швеция
  - Стокхолм (посолство)

## Северна Америка
- Канада
  - Отава (посолство)
- САЩ
  - Вашингтон (посолство)
  - Ню Йорк (генерално консулство)
  - Чикаго (генерално консулство)

## Южна Америка
- Аржентина
  - Буенос Айрес (посолство)

## Африка
- Египет
  - Кайро (посолство)

## Азия
- Израел
  - Тел Авив (посолство)
- Казахстан
  - Алмати (посолство)
- Китай
  - Пекин (посолство)
- Турция
  - Анкара (посолство)
- Япония
  - Токио (посолство)

## Междудържавни организации
- Брюксел – ЕС
- Брюксел – НАТО
- Виена – ООН
- Женева – ООН
- Ню Йорк – ООН
- Париж – ЮНЕСКО
- Страсбург – Съвет на Европа